# Eustaquio Galavís Hurtado del Águila
Eustaquio Galavís Hurtado del Águila de Mendoza y Pontón (Bogotá, Virreinato de la Nueva Granada, 1745-1810) fue un corregidor, tres veces alcalde y justicia mayor de Santafé, un militar y político neogranadino.
Era el alcalde en Santafe de Bogotá cuando estalló la insurrección de los comuneros.

## Biografía
Nació en Santafé de Bogotá el 26 de septiembre de 1745 en el Virreinato de la Nueva Granada. Sus padres fueron el español Pedro Galavís Méndez, alcalde ordinario de Santafé en 1743, y María Luisa Hurtado Pontón y Barazorda, originaria de Popayán.
Se casó en primeras nupcias con Juana María Nepomucena Lozano Manrique, hija de los primeros marqueses de San Jorge de Bogotá, el 17 de abril de 1778, y en segundas nupcias el 26 de marzo de 1780 con María Teresa de Lasqueti y Galves. Fue padre adoptivo de José María Galavís Lasqueti, destacado político de la República de Colombia.
Eustaquio Galavís estudió en el Colegio Mayor de San Bartolomé, donde obtuvo los grados de bachiller, maestro en Filosofía, doctor en Sagrada Teología y Leyes, y posteriormente fue catedrático.
En su vida pública y militar, fue abogado de la Real Audiencia de Santafé, tesorero de propios y asesor del Cabildo de Santafé. En 1772 fue corregidor y justicia mayor en Zipaquirá y Ubaté, y en 1773, corregidor de Tunja. Era dueño de la hacienda de Tibito en Zipaquirá.
En 1781 fue alcalde de Santafé durante la insurrección o rebelión de los comuneros y redactó la propuesta secreta que anuló las capitulaciones juradas entre los sublevados y los representantes del Rey. En 1783 fue ascendido a teniente coronel del Regimiento de Milicias de Infantería y en 1794, nuevamente alcalde de Santafé, donde defendió los fueros del Cabildo contra la Audiencia.
De Eustaquio Galavís se conserva un retrato en el Museo Colonial de Bogotá, realizado por el pintor Joaquín Gutiérrez.
Su sobrino, Antonio Morales Galavís, participó en los sucesos del 20 de julio de 1810 que llevaron a la independencia de Colombia.